# José Mário Branco
José Mário Monteiro Guedes Branco (Oporto, 25 de mayo de 1942-19 de noviembre de 2019), más conocido como José Mário Branco, fue un destacado cantautor portugués.
Representante de la canción protesta portuguesa, inició su actividad durante la dictadura de Salazar, por lo que tuvo que exiliarse en Francia. Como compositor, arreglador y productor, trabajó con José Afonso, Sérgio Godinho, Luís Represas, Fausto y Camané, entre otros. También hizo música para teatro, cine y televisión. En 1974 fundó el GAC (Grupo de Acção Cultural) con lo cual grabó un par de discos.
Sus discos de los años 1970, Mudam-se os tempos, mudam-se as vontades y Margem de certa maneira siguen siendo marcos de la música portuguesa, por su rigor y su capacidad de resistir al tiempo. En 1982 grabó el doble-LP Ser Solidário y un otro registro, de un largo y catártico actuación en vivo que volvió una creación marcante para distintas generaciones: FMI, obra-síntesis del movimiento revolucionario portugués con sus sueños y desengaños. Su disco más reciente, de 2004, se titula "Resistir é vencer" en homenaje al pueblo de Timor Oriental, que resistió durante décadas a la ocupación militar de Indonesia después de la Revolución de los Claveles.

## Discografía
- 1971 - Mudam-se os tempos, mudam-se as vontades
- 1973 - Margem de certa maneira
- 1976 - A cantiga é uma arma (con GAC)
- 1977 - Pois canté! (con GAC)
- 1978 - A mãe
- 1982 - Ser solidário
- 1982 - FMI
- 1985 - A noite
- 1990 - Correspondências
- 1997 - José Mário Branco ao vivo
- 1999 - Canções escolhidas 71 / 97 (Recopilación)
- 2004 - Resistir é vencer

## Colaboraciones
- James Ollivier – James Ollivier (1968) LP, Boite à Musique
- Jean Sommer – Beauté (1968) LP, Barclay
- Jean Sommer – La fête est à nous (1971) Single, Unisson
- José Afonso – Cantigas do Maio (1971) LP, Arnaldo Trindade, Orfeu
- José Jorge Letria –  Até ao pescoço (1972) LP, Sassetti, Guilda da Música
- José Afonso –  Venham mais cinco (1973)  LP, Arnaldo Trindade, Orfeu
- José Afonso –  Fura Fura (1979)  LP, Arnaldo Trindade, Orfeu
- Quarteto Música Em Si – Página em branco (1980) Single, Arnaldo Trindade, Orfeu
- José Afonso – Como se fora seu filho (1983) LP, Sassetti, Triângulo (3 temas)
- Carlos do Carmo – Um homem no país (1983) LP, Polygram, Philips
- José Afonso – Galinhas do mato (1985) LP, Transmedia, Schiu! (en colaboración con com Júlio Pereira y José Afonso).
- Janita Salomé – Olho de fogo (1987) LP, Transmedia, Schiu!
- Carlos do Carmo – Que se fez homem de cantar (1990) LP, Polygram, Philips (2 temas)
- Amélia Muge – Todos os dias... (1994) CD, Sony Música, Columbia
- Gaiteiros de Lisboa – Invasões bárbaras (1995) CD, Farol
- Camané – Uma noite de fados (1995) CD, EMI — Valentim de Carvalho
- Camané – Bom dia, Benjamim (1995) CD, Movieplay
- Amélia Muge – Taco a taco (1998) CD, Polygram, Mercury(6 temas)
- Camané – Na linha da vida (1998) CD, EMI – Valentim de Carvalho
- Camané – Esta coisa da alma (2000) CD, EMI – Valentim de Carvalho.[2]
- Camané – Pelo Dia Dentro (2001) CD, EMI
- Canto Nono – O Porto a 8 vozes (2003) CD, EMI
- Camané – Sempre de Mim (2008) CD, EMI
- Sérgio Godinho y Fausto – Três Cantos (2009) 2 CD/DVD, EMI
- Camané – Do amor e dos días (2010) CD, EMI[3]

## Espectáculos más importantes
- Ser solidário (1980/81/82) - Teatro Aberto (1980 y 1981) y Aula Magna (1982); gira nacional en los años siguientes
- A noite (1985) - Coliseu dos Recreios (Lisboa)
- Fim de noite (1987) - Teatro Villaret (Lisboa)
- Correspondências (1991/92) - gira nacional
- Maio, maduro Maio (1991) – con Amélia Muge y João Afonso
- En vivo en 1997 (1997) - CCB (Lisboa), Coliseu (Porto), Teatro da Trindade (Lisboa) y Teatro Gil Vicente (Coímbra)
- Festival Outono em Lisboa (1998) - Teatro Camões (Lisboa)
- Bom dia, Benjamim (ao vivo) (1998) - arreglos y dirección musical, no CCB (Lisboa)
- Do Natal aos Reis (1998) – Con Jean Sommer, Teatro Rivoli (Porto)
- As margens da alegria (1999),[4] Famalicão, Loures, Seixal y Loulé
- Porto 2001 - FM Estéreo (2001) – Canto Nono, composición y dirección musical, Teatro Helena Sá e Costa (Porto)
- Três Cantos (2009) – Con Sérgio Godinho y Fausto[5]

## Teatro
;Grupo de Teatro da Liga * Farsas, de Gil Vicente; * Auto da compadecida, de Ariano Suassuna; * As espingardas da Tia Carrar, de Bertolt Brecht; * Aerofagus (escreveu 26 canções).
;Groupe Organon * La Comune de Paris * O racismo * A jovem poesia inglesa e americana
;Comuna * A mãe, de Bertolt Brecht (1977) * Homem morto, homem posto (1979) * A Pécora, de Natália Correia (1989) * Um estrangeiro em casa, de Richard Démarcy (1990)
;Teatro do Mundo * A secreta família (1979) * O guardião do rio (1980) * Ser solidário (1981) * Cogumelos (1981) * A gaivota (1982) * Ano IV D.C. (Calígula, de Camus) (?) * Balanço I (?) * Terramoto no Chile (?)  
;Otras participaciones * Fuenteovejuna, de Calderón de la Barca – Teatro Maison de la Culture de Rennes (1972) * Liberdade, liberdade – Teatro Vilaret (1974) * Galileu Galilei, de Bertolt Brecht – Teatro Experimental de Cascais * A mulher do campo – Teatro da Cornucópia * Sonho de uma noite de Verão, de Shakespeare – Teatro da Malaposta. * A Morte do palhaço, de Raul Brandão – Teatro o Bando (1991) (com recriação em 2011) * Gulliver, de Hélder Costa – A Barraca (1997)

## Cine
- A Confederação, de Luís Galvão Teles (1978)
- Gente do Norte, de Leonel Brito (1977)
- O ladrão do pão, de Noémia Delgado
- Silvestre, de João César Monteiro (1982)
- Arábia (curta-metragem), de Rosa Coutinho Cabral (1982)
- Ninguém duas vezes, de Jorge Silva Melo (1985)
- Atlântida: Do Outro Lado do Espelho, de Daniel Del Negro (1985)
- Agosto, de Jorge Silva Melo (1988)
- Três menos eu, de João Canijo (1988)
- O Som da Terra a Tremer, de Rita Azevedo Gomes (1990)
- Aqui D'El Rei! (telefilme), de António-Pedro Vasconcelos (1993)
- Coitado do Jorge, de Jorge Silva Melo (1993)
- Até amanhã Mário, de Solveig Nordlund (1994)
- O Rio do Ouro, de Paulo Rocha (1998)
- A raiz do coração, de Paulo Rocha (2000)
- A Espada e a Rosa, de João Nicolau (2010)[8][9]
- Mudar de Vida: José Mário Branco, vida e obra (documental) de Nelson Guerreiro y Pedro Fidalgo (2014)